# 宮崎由加
宮崎由加（1994年4月2日—），曾為Hello! Project旗下女子偶像團體組合Juice=Juice的隊長。隸屬於UP-FRONT AGENCY公司。
2013年夏天正式出道，是Juice=Juice中最年長之成員，也是唯一非Hello! Pro研修生的成員，已於2019年6月17日畢業。血型為O型，身高160公分。
另為『SATOYAMA movement』中的組合「GREEN FIELDS」的一員。

## 簡歷
- 2011年，參加『スマイレージ メンバー募集オーディション』，並入最終選拔的12位成員之一。
- 2012年3月，『第2回FOREST AWARD NEW.FACE Audition 最終審查會』，獲得「獎勵賞/サマンサタバサ賞」。

### 2012
- 11月7日，發行與清水佐紀、光井愛佳所組成之組合「GREEN FIELDS」的新單曲[1]。

### 2013
- 2月3日，「Hello! Project 誕生15周年記念Live 2013冬」中發表組成團體，第一彈成員為宮本佳林、高木紗友希、大塚愛菜、植村あかり、金澤朋子，以及宮崎由加。組合有增加或刪減成員的可能[2]。
- 2月25日，製作人淳君在部落格發表了新團體的名稱及團名含意[3]。
- 4月3日，發行第一張獨立製作單曲「在我說之前 請抱緊我」，於4月15日的日本公信榜單曲週榜取得第25名。是早安家族中首個以第一張獨立製作單曲就登上公信榜週榜的組合。
- 4月24日，開設官方Ameba部落格。
- 6月13日，於第三張獨立製作單曲「攀登到天空去!」發行活動中，淳君宣佈Juice=Juice於夏天正式出道，由宮崎擔任隊長。

### 2023
- 8月4日，於SNS宣布與圈外男性結婚[4]。

## 特徵
- 特技是彈琴，在GREEN FIELDS中便是負責彈琴的角色。另外還有野球播報。
- 最崇拜的前輩是℃-ute的隊長矢島舞美。
- 目前是早安家族中唯一中部地方（石川縣）出身的成員。
- 喜歡抹茶類的食物；討厭的則是茄子[5]。
- 拿手的科目是數學；不拿手的科目則是英文[6]。

## 所屬團體
- GREEN FIELDS（SATOYAMA movement）（2012年～）
- Juice=Juice（2013年～2019年）

## 作品
- GREEN FIELDS

1. 「フォレフォレ ～Forest For Rest～（ＤＩＹ♡） ／ Boys be ambitious!（GREEN FIELDS）」（2012年11月7日）
2. 「都会田舎(トカイナカ／ルビ)の彼/春は来る」（2013年4月3日）

- 獨立製作時期發行單曲

1. 私が言う前に抱きしめなきゃね（2013年4月3日）
2. 五月雨美女がさ乱れる（2013年5月5日會場先行發售；6月12日一般發售)
3. 天まで登れ!（2013年6月12日）

- 正式單曲

1. ロマンスの途中（2013年－月－日）

## 外部連結
- Juice=Juice Hello!Project官方頁面（页面存档备份，存于）
- Juice=Juice YouTube官方頁面（页面存档备份，存于）
- Juice=Juiceオフィシャルブログ （页面存档备份，存于）
- SATOYAMA YouTube官方頁面（页面存档备份，存于）